# Communauté de communes du Val de Saire
La communauté de communes du Val de Saire est une ancienne communauté de communes française, située dans le département de Manche et la région Normandie.

## Historique
La communauté de communes est créée le 1er janvier 1994 et regroupe alors 9 communes.
Le territoire communautaire s'étend progressivement avec l'adhésion de Anneville-en-Saire en 1996, d'Octeville-l'Avenel en 1997 puis de Réville, Saint-Vaast-la-Hougue, Teurthéville-Bocage, Videcosville et Sainte-Geneviève en 2002, soit la totalité de l'ancien canton de Quettehou
Dans le cadre des dispositions de la loi portant nouvelle organisation territoriale de la République du 7 août 2015, qui prévoit que les établissements publics de coopération intercommunale (EPCI) à fiscalité propre doivent avoir un minimum de 15 000 habitants, le 1er janvier 2017, elle fusionne avec les communautés de communes de Douve et Divette, des Pieux, de la Côte des Isles, de la Vallée de l'Ouve, du Cœur du Cotentin, de la région de Montebourg, de Saint-Pierre-Église et de la Saire auxquelles s'ajoutent les communes nouvelles de Cherbourg-en-Cotentin et de La Hague pour former la communauté d'agglomération du Cotentin.

## Territoire

### Composition
La communauté de communes regroupait les seize communes suivantes :
| Nom                   | Code Insee | Gentilé        | Superficie (km2) | Population (dernière pop. légale) | Densité (hab./km2) |
| --------------------- | ---------- | -------------- | ---------------- | --------------------------------- | ------------------ |
| Quettehou (siège)     | 50417      | Quettejouais   | 19,82            | 1 587 (2014)                      | 80                 |
| Anneville-en-Saire    | 50013      | Annevillais    | 6,00             | 395 (2014)                        | 66                 |
| Aumeville-Lestre      | 50022      | Aumevillais    | 2,44             | 133 (2014)                        | 55                 |
| Barfleur              | 50030      | Barfleurais    | 0,60             | 600 (2014)                        | 1 000              |
| Crasville             | 50150      | Crasvillais    | 7,18             | 266 (2014)                        | 37                 |
| Montfarville          | 50342      | Monfarvillais  | 5,40             | 805 (2014)                        | 149                |
| Morsalines            | 50358      | Morsalinais    | 3,65             | 205 (2018)                        | 56                 |
| Octeville-l'Avenel    | 50384      | Octevillais    | 6,86             | 206 (2014)                        | 30                 |
| La Pernelle           | 50395      | Pernellais     | 7,23             | 250 (2014)                        | 35                 |
| Réville               | 50433      | Révillais      | 10,55            | 1 132 (2014)                      | 107                |
| Sainte-Geneviève      | 50469      | Génovéfains    | 4,95             | 323 (2014)                        | 65                 |
| Saint-Vaast-la-Hougue | 50562      | Vaastais       | 6,28             | 1 875 (2014)                      | 299                |
| Teurthéville-Bocage   | 50593      | Teurthévillais | 21,47            | 595 (2014)                        | 28                 |
| Valcanville           | 50613      | Valcanvillais  | 6,45             | 394 (2014)                        | 61                 |
| Le Vicel              | 50633      | Vicelais       | 4,74             | 133 (2014)                        | 28                 |
| Videcosville          | 50634      | Videcosvillais | 2,51             | 84 (2014)                         | 33                 |

## Organisation

### Siège
La communauté de communes avait son siège à Quettehou, 15 rue du Stade

### Élus
La communauté de communes était administrée par son conseil communautaire, composé de conseillers municipaux représentant chacune des communes membres.

### Liste des présidents successifs
| Période    | Période       | Identité          | Étiquette | Qualité |
| ---------- | ------------- | ----------------- | --------- | --- |
| 1994       | 1998          | Jean Villette     |           | Maire de Barfleur (1998 → 1998) Mort en fonction                                                                                                |
| 1998       | 2004          | Charles Poisson   |           | Officier retraité de l'armée de l'air, puis assureur Maire de Quettehou (1995 → 2008) Président du comité régional de Basse-Normandie de bridge |
| 2004       | 2008          | Philippe Lebresne |           | Professeur de collège Maire-adjoint de Valcanville Conseiller général de Quettehou (1994 → 2008)                                                |
| 2008       | avril 2014    | Guy Monnier       |           | Installateur téléphonique Maire de Morsalines (2003 → 2014)                                                                                     |
| avril 2014 | décembre 2016 | Yves Asseline     |           | Cadre du secteur privé Maire de Réville (2014 → )                                                                                               |

### Compétences
Les compétences de l'intercommunalité étaient axées autour de six commissions :
- Commission Tourisme (promotion du Val de Saire)
- Commission Assainissement eaux usées et restauration, entretien des rivières
- Commission Environnement (collecte et traitement des ordures ménagères)
- Commission Développement économique(aménagement et gestion de zones d'activités), et aménagement du territoire
- Commission Finances
- Commission Jeunesse et sports, mission locale, transports scolaires et CEL

### Régime fiscal et budget
La communauté de communes était un établissement public de coopération intercommunale à fiscalité propre.
Afin de financer l'exercice de ses compétences, la communauté de communes percevait une fiscalité additionnelle aux impôts locaux des communes, avec fiscalité professionnelle de zone (FPZ) et sans fiscalité professionnelle sur les éoliennes (FPE).
Elle collectait également la taxe d'enlèvement des ordures ménagères (TEOM), qui finance ce service public.

## Réalisations
Conformément aux dispositions légales, une communauté de communes a pour objet d'associer des « communes au sein d'un espace de solidarité, en vue de l'élaboration d'un projet commun de développement et d'aménagement de l'espace ».

## Pour approfondir